# اسماعیل عبداللطیف
اسماعیل عبداللطیف (انگلیسی: Ismail Abdul-Latif؛ زاده ۱۱ سپتامبر ۱۹۸۶) یک بازیکن فوتبال اهل بحرین است.او به دلیل به ثمر رساندن یک گل چشمگیر در بازی مقابل عربستان سعودی در ۹ سپتامبر ۲۰۰۹ که بحرین را به [[مرحله نهایی پلیاون داداشیرضا پیشرو آف انتخابی جام جهانی ۲۰۱۰]] با نیوزلند فرستاد ، مشهور است.
وی همچنین در تیم ملی فوتبال بحرین بازی کرده‌است.